# Lim Hyun-Gyu
Dans ce nom coréen, le nom de famille, Lim, précède le nom personnel.
Lim Hyun-Gyu (en coréen: 임현규), né le 16 janvier 1985, est un pratiquant sud-coréen d'arts martiaux mixtes (MMA). Il combat actuellement à l'Ultimate Fighting Championship dans la division des poids mi-moyens.

## Distinctions
- Ultimate Fighting Championship
  - Combat de la soirée (deux fois) (contre Pascal Krauss/contre Tarec Saffiedine)
- Pacific Xtreme Combat
  - Champion poids mi-moyens du PXC
- MMAJunkie.com
  - Combat du mois (janvier 2014) (contre Tarec Saffiedine)

## Palmarès en MMA
| 20 combats     | 13 victoires | 6 défaites |
| Par KO         | 10           | 2          |
| Par soumission | 2            | 2          |
| Sur décision   | 1            | 2          |
| Égalités       | 1            | 1          |

| Résultat | Record | Adversaire        | Méthode                                 | Événement                         | Date              | Round | Temps | Lieu                                  | Notes                                        |
| -------- | ------ | ----------------- | --------------------------------------- | --------------------------------- | ----------------- | ----- | ----- | ------------------------------------- | -------------------------------------------- |
| Défaite  | 13-6-1 | Mike Perry        | TKO (coups de poing)                    | UFC 202: Diaz vs. McGregor II     | 20 août 2016      | 1     | 3:38  | Las Vegas, Nevada, États-Unis         |                                              |
| Défaite  | 13-5-1 | Neil Magny        | TKO (coups de poing)                    | UFC Fight Night: Edgar vs. Faber  | 16 mai 2015       | 2     | 1:24  | Pasay, Philippines                    |                                              |
| Victoire | 13-4-1 | Takenori Sato     | TKO (coups de coude)                    | UFC Fight Night: Hunt vs. Nelson  | 20 septembre 2014 | 1     | 1:18  | Saitama, Japon                        |                                              |
| Défaite  | 12-4-1 | Tarec Saffiedine  | Décision unanime                        | UFC Fight Night: Maia vs. Shields | 4 janvier 2014    | 5     | 5:00  | Marina Bay, Singapour                 | Combat de la soirée.                         |
| Victoire | 12-3-1 | Pascal Krauss     | KO (coup genou et coups de poing)       | UFC 164: Henderson vs. Pettis II  | 31 août 2013      | 1     | 3:58  | Milwaukee, Wisconsin, États-Unis      | Combat de la soirée.                         |
| Victoire | 11-3-1 | Marcelo Guimarães | KO (coup de genou)                      | UFC on Fuel TV: Silva vs. Stann   | 3 mars 2013       | 2     | 4:00  | Saitama, Japon                        |                                              |
| Victoire | 10-3-1 | Ryan Biglar       | Soumission (étranglement en guillotine) | Pacific Xtreme Combat 32          | 28 juillet 2012   | 1     | 0:53  | Mangilao, Guam                        | Remporte le titre des poids mi-moyens du PXC |
| Victoire | 9-3-1  | Takahiro Kawanaka | TKO (arrêt du coin)                     | Pacific Xtreme Combat 30          | 3 mars 2012       | 1     | 1:12  | Mangilao, Guam                        |                                              |
| Victoire | 8-3-1  | Ferrid Kheder     | TKO (coups de poing)                    | Pacific Xtreme Combat 27          | 29 octobre 2011   | 1     | N/A   | Mangilao, Guam                        |                                              |
| Victoire | 7-3-1  | Ross Ebanez       | KO (coups de genou)                     | Pacific Xtreme Combat 26          | 20 août 2011      | 1     | 1:44  | Manille, Philippines                  |                                              |
| Victoire | 6-3-1  | Slade Adelbai     | TKO (coups de poing)                    | Rites of Passage 8: Fearless      | 12 février 2010   | 1     | 3:10  | Saipan, Îles Mariannes du Nord        |                                              |
| Défaite  | 5-3-1  | Dmitry Samoilov   | Décision unanime                        | M-1 Challenge 12                  | 21 février 2009   | 2     | 5:00  | Tacoma, Washington, États-Unis        |                                              |
| Défaite  | 5-2-1  | Max Fernandez     | Soumission (ankle lock)                 | Heat 8                            | 14 décembre 2008  | 1     | 1:22  | Tokyo, Japon                          |                                              |
| Victoire | 5-1-1  | Brandon Magana    | Soumission (étranglement en triangle)   | M-1 Challenge 6                   | 29 août 2008      | 2     | 3:58  | Corée du Sud                          |                                              |
| Victoire | 4-1-1  | Noboru Onishi     | TKO (arrêt du médecin)                  | Deep 35                           | 19 mai 2008       | 2     | 0:48  | Tokyo, Japon                          |                                              |
| Victoire | 3-1-1  | Lucio Linhares    | KO (coups de poing)                     | M-1 Challenge2                    | 3 avril 2008      | 1     | 0:17  | St-Pétersbourg, Russie                |                                              |
| Victoire | 2-1-1  | Hiroshi Masabuchi | TKO (coups de poing)                    | Heat 6                            | 30 mars 2008      | 1     | 3:47  | Nagoya, Japon                         |                                              |
| Victoire | 1-1-1  | Greg Soto         | Soumission (clé de bras)                | World Best Fighter: USA vs. Asia  | 3 février 2007    | 1     | 0:58  | Atlantic City, New Jersey, États-Unis |                                              |
| Égalité  | 0-1-1  | Kim Jick-Yong     | Égalité                                 | Spirit MC: Interleague 4          | 19 août 2006      | 3     | 5:00  | Séoul, Corée du Sud                   |                                              |
| Défaite  | 0-1    | Ahn Seong-Yeol    | Décision unanime                        | Spirit MC: Interleague 3          | 11 février 2006   | 3     | 5:00  | Séoul, Corée du Sud                   |                                              |